# L´Art Brut
L'art brut é o quarto álbum de estúdio da banda portuguesa Wraygunn. Permaneceu seis semanas no top de vendas em Portugal, chegando ao terceiro lugar.

## Faixas
1. Tales of love
2. Don't you wanna dance?
3. Kerosene honey
4. Strolling around my hometown
5. That cigarette keeps burning
6. I bet it all on you
7. My secret love
8. I fear what's in here
9. Track you down
10. I wanna go (where the grass is green)
11. I'm for real
12. Cheree (Bónus)

## Formação
- Paulo Furtado
- Raquel Ralha
- Selma Uamusse
- Sérgio Cardoso
- Pedro Pinto
- João Doce
- Pedro Vidal